# 28 1/2 妄想の巨人
『28 1/2 妄想の巨人』（にじゅうはっか にぶんのいち もうそうのきょじん）は、2010年7月31日公開の日本映画。元になった『鉄人28号』を原作とした舞台『鉄人28号』についても記する。

## 概要
舞台版を元にした舞台裏ドキュメンタリー映画。単なるメイキング映像に留まらずフィクションを盛り込み架空の人物を登場させたシネマ・ヴェリテとして仕上げている。キャッチコピーは「言葉にしたことが現実になる。そういう時間がある」。タイトルはフェデリコ・フェリーニ監督作品『8 1/2』のオマージュ。渋谷ユーロスペースで単館上映された。
押井監督は、どうせメイキングを作るならドキュメンタリーにして舞台演出をしながら映画が撮れれば面白いと思って作ったと語っており予算が無いなか殆ど思いつきで撮って楽しかったという。主演の奥田恵梨華は押井作品では珍しくオーディションで選ばれた。台本はなく現場で監督の指示を受け即興で演じたという。

## 映画ストーリー
舞台発表会から舞台稽古まで撮り続けるスチールカメラマンの小林言子。その端々で正太郎のような半ズボンの少年を見かける。そんな中、正太郎を見たと言った演出家・押井守が姿を見せなくなった…。

## 出演

### 映画キャスト
- 小林言子（- あきこ） - 奥田恵梨華

現場付きスチールカメラマン。
- 幻影の正太郎 - 田辺桃子
- 怒れるプロデューサー - 須藤雅宏
- 制作の男 - 水橋研二
- 言子の同棲相手 - 柏原収史
- その他出演 - 舞台『鉄人28号』キャスト&スタッフ
- 劇中コメント協力 - 石川光久、出渕裕、伊藤ちひろ、神谷誠、神山健治、川井憲次、鴻上尚史、今野敏、佐藤敦紀、渋谷陽一、鈴木敏夫、瀬名秀明、高橋良輔、田中要次、田原実、千葉繁、西尾鉄也、浜野保樹、林弘幸、樋口真嗣、藤田陽子、前田哲、松岡正剛、三池崇史、三木聡、森本晃司、山寺宏一、山中聡、行定勲(五十音順)

### 舞台キャスト
- 金田正太郎 - 南果歩（二役）

少年探偵。敷島と犬走、それぞれが説く2つの正義に挟まれ思い悩む。
- ケツネコロッケのお銀 - 南果歩（二役）

プロの女立喰師を名乗る妖艶な美女。「人狼党」のアジトに身を置きながら、正太郎の逃亡の手引きをする。
- 敷島博士 - 池田成志

科学者。正太郎に「科学なる正義」を教えた研究者で、鉄人28号の管理・維持も行なう。
- 犬走一直[3] - ダイアモンド✡ユカイ

東京オリンピック阻止を目指すテロリスト集団「人狼党」のリーダー。敷島の「正義」に真っ向から異を唱え、それを正太郎にも説く。
- 大塚署長 - サンプラザ中野くん

警視庁公安部の署長。
- 有明フェリータ[4]

有明の埋立地に住む野犬。その姿を自分達に重ねた「人狼党」の精神的支柱として崇められている。捕獲され野犬収容所に隔離される。
- その他出演者

田鍋謙一郎、藤木義勝、載寧龍二、永田彬（RUN&GUN）、小野健斗、吉田友一、鈴木雄貴、西田佳づ美

## 映画スタッフ
- 監督・脚本 - 押井守
- 製作 - 関澤新二
- プロデューサー - 久保淳
- アソシエイトプロデューサー - 才士真司
- 共同プロデューサー - 木下哲哉、黒田仁子
- 原案 - 横山光輝『鉄人28号』
- 撮影・編集 - 湯浅弘章
- 美術 - 黒川通利
- 音楽 - 川井憲次
- 音響 - 若林和弘
- VFXスーパーバイザー - 佐藤敦紀
- 助監督 - 金子功
- 制作担当 - 村瀬正憲
- 特別協力 - 光プロダクション、梅田芸術劇場
- 制作・配給 - デイズ
- 製作 - ポニーキャニオン、デイズ

## 舞台『鉄人28号』
東京および大阪で梅田芸術劇場により2009年1月10日から公演された押井守監督初の舞台脚本演出作品。『鉄人28号』を原作としているが押井守の世界観を強く反映した内容となっている。キャッチコピーは「純粋無垢は、悪である」「鋼鉄の巨人、お前は、正義か悪魔か。」。舞台で使用された鉄人28号は、高さは膝をついて座った状態で7m、重さ800kgで、制作費は2000万円以上となった。2009年8月29日にNHK BS2で、東京天王洲銀河劇場での公演回を放送。2010年3月6日にはNHK・BSハイビジョンでも舞台映像が放送され、渋谷ユーロスペースで2010年8月7日より1週間限定で劇場公開もされている。劇場公開版の上映時間は74分。

### 舞台ストーリー
東京オリンピックを目前に控えた1964年。大塚署長が率いる公安部・野犬狩り隊は、野良犬の一掃とその中心的存在「有明フェリータ」の捕獲を行なっていた。有明フェリータ捕獲が報じられる中、正義を信じる金田正太郎は、大塚署長からの依頼でテロリスト集団「人狼党」の一掃に協力することになるが、野犬収容所出の警備中に「人狼党」党首・犬走一直に拉致されてしまう。犬走の語る自由と今まで信じた正義との二つの価値観で思い悩む正太郎は、ケツネコロッケのお銀の手引きで脱出するものの、その後も悩み続ける。
そして東京オリンピックの開会式当日。オリンピック会場の上空でデモンストレーション飛行を行なうはずだったブルーインパルスが、「人狼党」の妨害工作により飛べなくなったとの話が飛び込み、その代わりに鉄人28号を使ってデモンストレーションを行なうという案が出されるが…。

### 公演日程
- 東京公演（2009年1月10日 - 1月25日） - 天王洲 銀河劇場
- 大阪公演（2009年2月5日 - 2月8日） - シアター・ドラマシティ

### 舞台スタッフ
- 原作 - 横山光輝
- 脚本・演出 - 押井守
- 美術 - 磯見俊裕、黒川通利
- 鉄人デザイン - 末弥純
- 音楽 - 川井憲次
- 作詞 - 児島由美
- 音響効果制作 - 伊藤道廣
- 音響 - 若林和弘
- 音響システム - 松山典弘
- 照明 - 佐藤啓
- 衣装デザイン - 竹田団吾
- 演出補・振付 - 竹下宏太郎
- ボイスコーディネーター - 浦崎直邦
- 特殊効果 - 糸田正志
- 鉄人制作 - 秋山直樹、光井清陽
- 道具制作 - 桜井敏郎、唐崎修
- フラワーコーディネーター - 櫻井忍
- 演出助手 - 高梨由
- 舞台監督 - 森下紀彦
- キャスティング - 才士真司
- 制作 - 安積智子
- アシスタントプロデューサー - 黒田仁子
- プロデューサー - 村上洋志、久保淳
- エグゼクティブプロデューサー - 小川友次
- 東京公演協力 - tvkコミュニケーションズ
- 企画協力 - 光プロダクション
- 企画協力・制作 - デイズ
- 企画製作・主催 - 梅田芸術劇場

## DVD
発売はポニーキャニオン
- 映画「28 1/2 妄想の巨人」（2010年9月15日）
- 舞台「鉄人28号」（2010年9月15日）
- 舞台「鉄人28号」映画「28 1/2 妄想の巨人」豪華セット版（2010年9月15日）